# San Vito Lo Capo
San Vito Lo Capo is een gemeente in de Italiaanse provincie Trapani (regio Sicilië). San Vito Lo Capo is een toeristische badplaats met een groot 3 kilometer lang strand.
De gemeente telt 4027 inwoners (31-12-2004). De oppervlakte bedraagt 59,7 km², de bevolkingsdichtheid is 67 inwoners per km².
Het Natuurreservaat Zingaro ligt deels in de gemeente, evenals de Capo San Vito.

## Demografie
San Vito Lo Capo telt ongeveer 1795 huishoudens. Het aantal inwoners steeg in de periode 1991-2001 met 6,5% volgens cijfers uit de tienjaarlijkse volkstellingen van ISTAT.
| Jaar | Inwoneraantal |
| ---- | ------------- |
| 1991 | 3567          |
| 2001 | 3798          |

## Geografie
San Vito Lo Capo grenst aan de volgende gemeenten: Castellammare del Golfo, Custonaci.